# IC 4158
IC 4158 је лентикуларна галаксија у сазвјежђу Ловачки пси која се налази на листи објеката дубоког неба у Индекс каталогу.
Деклинација објекта је + 36° 28' 50" а ректасцензија 13h 4m 24,6s. Привидна величина (магнитуда) објекта IC 4158 износи 14,8 а фотографска магнитуда 15,8. IC 4158 је још познат и под ознакама NPM1G +36.0296, PGC 2081347.